# Björn Lemmer

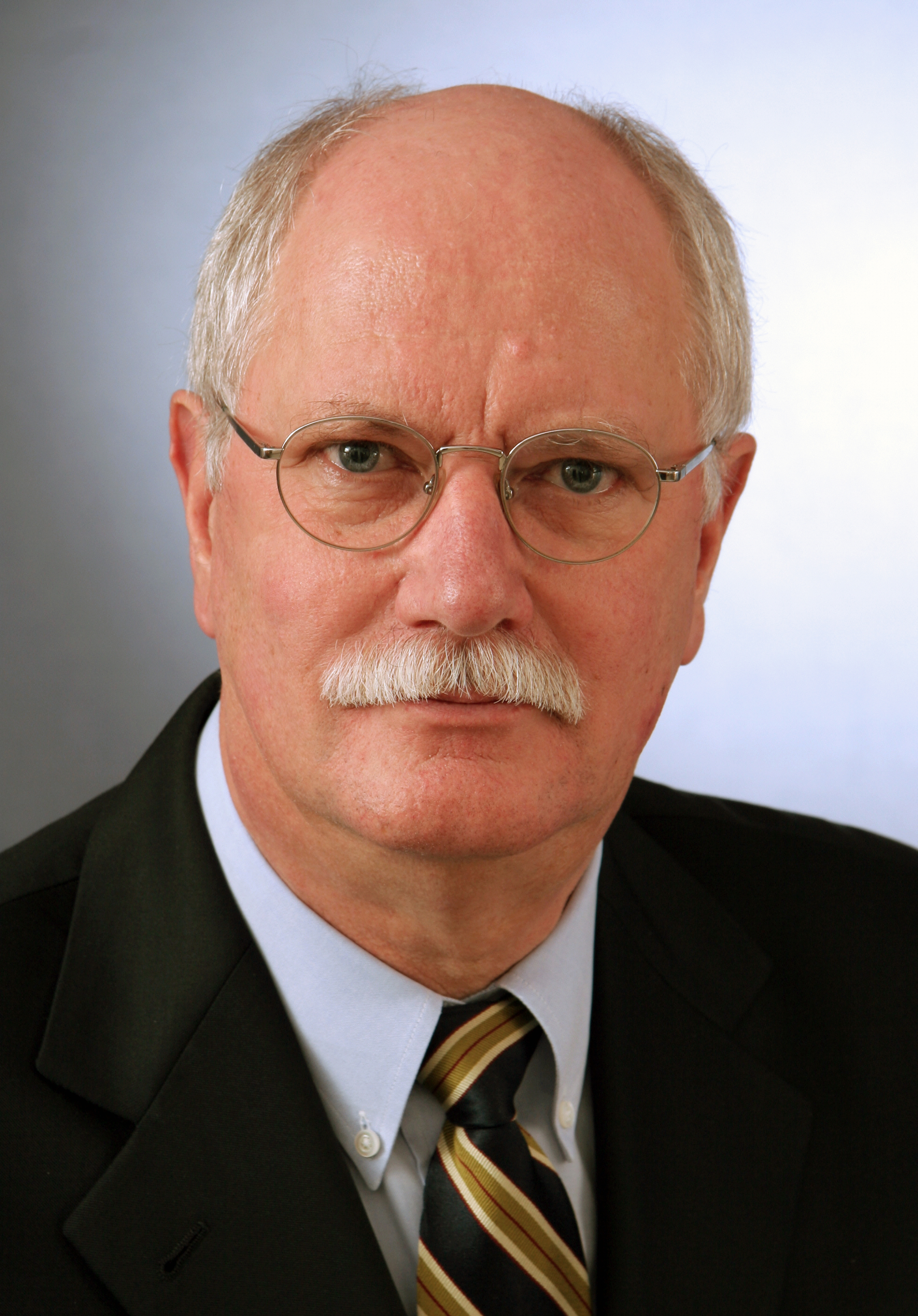
Björn Lemmer (2007)

Björn Lemmer (* 6. April 1942 in Kassel) ist ein deutscher Pharmakologe.
Björn Lemmer studierte von 1962 bis 1968 Medizin an der Universität Frankfurt am Main. Er wurde 1968 an der Universität Ulm promoviert und habilitierte 1974 in Frankfurt am Institut für Pharmakologie (Leiter Dieter Palm). Danach wurde er 1975 Professor für Pharmakologie an der Universität Frankfurt und 1994 Ordinarius an der Medizinischen Fakultät Mannheim der Universität Heidelberg, wo er bis zur Emeritierung 2007 Direktor des Instituts für Experimentelle und Klinische Pharmakologie und Toxikologie war.
Sein Hauptforschungsgebiet ist die Chronopharmakologie. Er ist im Editorial Board der Fachzeitschriften Chronobiology International (seit 1984), Biological Rhythm Research, Current Hypertension Reviews und La Clincia Terapeutica (Italien).
Von 1983 bis 1994 war Björn Lemmer Mitglied im Sachverständigen-Ausschuss für Verschreibungspflicht im Bundesministerium für Jugend, Familie und Gesundheit. Im Jahr 1998 wurde er Ehrendoktor der Université Bordeaux-II. Björn Lemmer war von 2007 bis 2019 im Aufsichtsrat der Europäischen Arzneimittel-Agentur (EMA).

## Publikationen (Auswahl)
- Beiträge im jährlichen Arzneiverordnungs-Report. Springer, Heidelberg 1986–2019.
- Chronopharmakologie: Biologische Rhythmen und Arzneimittelwirkung. 4. Auflage. Wissenschaftliche Verlagsgesellschaft, Stuttgart 2012.
- mit Kay Brune (Hrsg.): Pharmakotherapie. Klinische Pharmakologie. 14. Auflage. Springer, Heidelberg 2010.
- mit Klaus Witte: Biologische Rhythmen und kardiovaskuläre Erkrankungen. UNI-MED Verlag, Bremen 2000.
- From the Biological Clock to Chronopharmacology. Medpharm Scientific Publishers, Stuttgart 1996.
- mit Peter Redfern (Hrsg.): Physiology and Pharmacologogy of Biological Rhythms. Handbook of Experimental Pharmacology, Volume 125. Springer, Heidelberg 1997.
- mit Hansgeorg Hüller (Hrsg.): Clinical Chronopharmacology. Zuckschwerdt Verlag, München 1990.
- mit Burkhard Pflug (Hrsg.): Chronobiologie und Chronopharmakologie. Gustav Fischer Verlag, Stuttgart 1989.
- Chronopharmacology: Cellular and Biochemical Interactions. Marcel Dekker, New York 1989.
- Einfluß von β-Sympatholytika auf Aufnahme, Speicherung, Freisetzung, Kinetik und Umsatz biogener Amine in vitro und in vivo. Habilitationsschrift, Universität Frankfurt 1974.
- Die biologische Bestimmung der phosphaturischen und hypercalciämischen Wirksamkeit in- und ausländischer kommerzieller Parathormonpräparate. Dissertation zum Dr. med. (bei Ernst-Friedrich Pfeiffer), Universität Ulm 1968.